# Pelayo (mártir)
San Pelayo (Albeos, Creciente, Reino de Galicia, 911-Córdoba, Califato de Córdoba, 26 de junio de 925) fue un adolescente de catorce años martirizado durante el califato de Abderramán III y canonizado posteriormente por la Iglesia católica, como ejemplo de la virtud de la castidad juvenil. La Passio sancti Pelagii fue escrita por Raguel, presbítero probablemente cordobés en fecha próxima a la muerte de Pelayo y, en todo caso, antes del traslado de sus restos a León en 967, y de forma independiente por su contemporánea, la monja Hroswitha de Gandersheim, quien no conocía el texto de Raguel y probablemente obtuvo la noticia del martirio de Jean de Vandières, que viajó a Córdoba en 954-956 como embajador del emperador Otón I el Grande. Su día en el santoral católico es el 26 de junio.

## Martirio y muerte
Fue educado en Tuy por su tío Hermogio, obispo de dicha diócesis. En 920, Pelayo acompañaba a este último junto a la corte del rey de León y en apoyo del Reino de Pamplona, que estaba siendo atacado por el califa Abderramán III. Tras la derrota en la batalla de Valdejunquera, tío y sobrino fueron apresados, pero después de tres años de cautiverio, el primero fue liberado, mientras que el segundo quedó como rehén de Abderramán III. El califa requirió contactos sexuales de Pelayo —le prometía riquezas y honores si renunciaba a la fe cristiana y accedía a sus proposiciones—, mas él se negó, lo que provocó su tortura y muerte. Por sus reiteradas negativas sufrió martirio, que descrito lúgubremente en el santoral, fue por desmembramiento mediante tenazas de hierro. Después fue despedazado y sus restos arrojados al Guadalquivir el 26 de junio del año 925.
Sus restos fueron recogidos piadosamente por los cristianos de Córdoba y enterrados en el cementerio de San Ginés, y su cabeza, en el de San Cipriano, siendo considerado mártir por la fe y la pureza. En el año 967, bajo el reinado de Ramiro III, los restos mortales de san Pelayo fueron depositados en el monasterio dedicado a él en León, fundado por su antecesor el rey Sancho I. Entre 984 y 999, su cuerpo se trasladó a Oviedo, siendo finalmente depositado en el monasterio de las monjas benedictinas de San Pelayo de aquella ciudad. Un hueso de uno de sus brazos se venera desde antiguo en el monasterio de monjas benedictinas de San Pelayo de Antealtares de Santiago de Compostela.
Su hagiografía refleja que durante los cuatro años que pasó en Córdoba en calidad de rehén, sin que el rescate fuera pagado por su tío, el obispo, el muchacho destacó por su inteligencia y su fe, haciendo proselitismo de Cristo e insistiendo en que esta actividad fue la que provocó que fuera tentado por Abderramán III para convertirse al islamismo, lo que él rechazó con vehemencia: 

"Si, oh rey, soy cristiano. Lo he sido y lo seré por la gracia de Dios. Todas tus riquezas no valen nada. No pienses que por cosas tan pasajeras voy a renegar de Cristo, que es mi Señor y tuyo aunque no lo 
quieras".

## Veneración
El martirio en defensa de su fe justificó su canonización.
Enseguida pasó a recibir culto. A partir del siglo XI, en que los reinos cristianos intervenían en la política interior de los reinos de taifas, muchos restos de santos cristianos fueron trasladados al norte en su condición de apreciadas reliquias, y esto fue lo que ocurrió con los de san Pelayo: primero, a León, y luego, al monasterio benedictino de Oviedo que lleva su nombre (y que no debe confundirse con el nombre de Don Pelayo, el primer rey de Asturias).

## Flechas y Pelayos en el franquismo
Pelayos fue el nombre que recibió la organización juvenil de los requetés (carlista), cuya sección femenina se conocía como las margaritas. En 1938 (en plena guerra civil española y tras el Decreto de Unificación), se denominó Flechas y Pelayos a la fusión de los boletines o revistas juveniles de estas organizaciones con las similares de Falange Española (cuyos integrantes se denominaban flechas).
La publicación infantil Flechas y Pelayos fue un cómic de la posguerra española.
Las denominaciones fueron heredadas por la OJE, organización totalitaria de encuadramiento juvenil en la España franquista.
El nombre de Pelayos, que aludía al santo niño, era especialmente adecuado como modelo propuesto por esa organización a los jóvenes de la Nueva España o España Imperial de la época del nacionalcatolicismo. Al mismo tiempo coincidía con otro modelo o referencia tópica muy utilizado:  el de Don Pelayo, descrito como caudillo providencial que comenzó la Reconquista (comparado al propio Franco).

## Localidades denominadas en honor de San Pelayo
Muchas localidades españolas y una colombiana han recibido el nombre de San Pelayo (véase San Pelayo).

## Santo patrón
San Pelayo Mártir es santo patrón de diversas localidades españolas:
- Morilla de los Oteros (provincia de León)
- La Estrada (provincia de Pontevedra)
- Carreira_(Riveira) (provincia de La Coruña)
- Olivares de Duero (provincia de Valladolid)
- Ochando (provincia de Segovia)
- Puentedey (provincia de Burgos)
- San Paio de Arauxo, Lobios (Orense)
- Liegos, provincia de León
- San Pelayo de Guareña (provincia de Salamanca)
- Villacarralón (provincia de Valladolid)
- Villafruela del Condado (provincia de León)
- Villanueva Matamala (provincia de Burgos)
- La Cueva, Castañeda (Cantabria)
- Cicero (Cantabria)
- Hazas de Soba (Cantabria)
- Castro-Urdiales (Cantabria)[5]
- Duález (Cantabria)
- Zarauz (provincia de Guipúzcoa)
- Truchillas (provincia de León)
- Arenillas de San Pelayo (provincia de Palencia)
- Población de Arroyo (provincia de Palencia)
- Salinas de Pisuerga (provincia de Palencia)
- Villamoronta (provincia de Palencia)
- Villapun (provincia de Palencia)
- Villalba de Rioja (provincia de La Rioja)
- Siete Iglesias de Trabancos (provincia de Valladolid)
- Bercianos de Valverde (provincia de Zamora)
- Cañizo de Campos (provincia de Zamora)
- Santa María del Condado (provincia de León)
- Escober de Tábara (provincia de Zamora)
- Morales del Rey (provincia de Zamora)
- Valtuille de abajo (provincia de León)
- Quintanilla de Urz (provincia de Zamora)
- Villarrabé (provincia de Palencia)
- Carreira (provincia de La Coruña)
- Baños de Río Tobía (provincia de La Rioja)
- San Pelayo, Córdoba , Colombia
- Huerta de Rey (Provincia de Burgos)
- Villamuriel de Campos (provincia de Valladolid)
- Las Bodas, León
- Piñel de Abajo (provincia de Valladolid)
- Redecilla del Campo (provincia de Burgos)
- Vega de Tera (provincia de Zamora)
- Peñadrada del Sil (provincia de León)

## Instituciones bajo su patrocinio o advocación
Son muy numerosas las instituciones religiosas y edificios que llevan el nombre de San Pelayo o San Paio:
- Seminarios:
  - Seminario Mayor de San Pelagio, en Córdoba
  - Seminario Menor de San Pelagio, en Córdoba
  - Seminario Menor de San Pelayo, en Tuy - provincia de Pontevedra
- Monasterios (muchos han sido convertidos en iglesias):
  - Monasterio de San Pelayo, Oviedo - Asturias
  - Monasterio de San Pelayo de Abeleda, Abeleda - provincia de Orense
  - Monasterio e iglesia de San Pelayo de Antealtares, Santiago de Compostela, provincia de La Coruña
- Capillas:
  - Colegio de San Pelayo, Salamanca
- Ermitas:                                                          
  - Ermita de San Pelayo (Torrecilla del Monte, Burgos)
  - Ermita de San Pelayo (Baquio) (Vizcaya)
  - Ermita de San Pelayo (Ermua) (Vizcaya)
- Parroquias o iglesias:
  - Olloniego, Asturias[6]
  - Parroquia de San Pelagio, Córdoba
  - Puentedey, en Puentedey, Las Merindades (Burgos)
  - Pivierda, en Colunga, Asturias
  - Sinlabajos, provincia de Ávila
  - San Pelayo (Montija), Burgos
  - San Pelayo (Huerta de Rey), Burgos
  - Valdazo, Burgos (un paraje recibe el nombre de Majadas de San Pelayo)
  - Valle de Mena (San Pelayo de Mena), Burgos[7]
  - Valle de Valdebezana, Burgos[8]
  - Arredondo, Cantabria[9]
  - Zarauz, Guipúzcoa
  - Morilla de los Oteros, León
  - Boñar, León
  - Diomondi, en Saviñao, provincia de Lugo[10]
  - Arenillas de San Pelayo, Palencia
  - Cervatos de la Cueza, Palencia
  - Pisón de Ojeda, Palencia
  - Salinas de Pisuerga -Palencia-.
  - San Pelayo de Guareña, provincia de Salamanca
  - Baños de Río Tobía, La Rioja
  - Olivares de Duero, provincia de Valladolid
  - Iglesia Románica de San Pelayo, Las Bodas, León
  - Piñel de Abajo (provincia de Valladolid)
  - Redeclla del Campo (provincia de Burgos)
  - Villarroañe (provincia de León)

## Puente y batalla
Existe un Puente de San Paio que une las localidades pontevedresas de Puente Sampayo y Arcade, donde se libró la batalla de Puentesampayo (1809, Guerra de la Independencia Española).

## Análisis de la figura
La figura de san Pelayo supone un enaltecimiento de los valores de la castidad en contraposición al pecado de una lujuria nacida de la concupiscencia. Así, en el siglo XXI, Pelayo es expuesto por ciertos sectores eclesiales como modelo de control de las prácticas homosexuales, condenadas por la Iglesia católica. No obstante, la homosexualidad no fue en sí perseguida como un delito hasta la llegada de la Inquisición y sobre todo los procesos contra los cruzados o el catarismo, en los que la supuesta homosexualidad de sus miembros fue utilizada para desmontar tales instituciones y movimientos medievales. Se consideraba en mayor grado como un pecado redimible por la acción de la penitencia, en vez de un delito susceptible de pena criminal.